# Peptidyltransférase
 (janvier 2025).
Si vous disposez d'ouvrages ou d'articles de référence ou si vous connaissez des sites web de qualité traitant du thème abordé ici, merci de compléter l'article en donnant les références utiles à sa vérifiabilité et en les liant à la section « Notes et références ».
La peptidyltransférase est une aminoacyltransférase qui catalyse la réaction :
peptidyl-ARNt1 + aminoacyl-ARNt2  {\displaystyle \rightleftharpoons }  ARNt1 + peptidyl(aminoacyl-ARNt2).
Cette enzyme est un ribozyme, dont l'activité catalytique est entièrement portée par de l'ARN ribosomique. C'est une composante essentielle du ribosome car elle catalyse l’élongation de la chaîne peptidique naissante en établissant les liaisons peptidiques entre acides α-aminés protéinogènes au cours de la traduction de l'ARN messager en protéine.
Chez les procaryotes, l'activité peptidyltransférase se trouve sur l'ARNr 23S de la grande sous-unité 50S du ribosome 70S des procaryotes ; chez les eucaryotes, elle se trouve sur l'ARNr 28S de la grande sous-unité 60S du ribosome 80S des eucaryotes.